# Tufsingdalens kyrka
Tufsingdalens kyrka (norska: Tufsingdalen kirke) ligger i Tufsingdalen i Narbuvolls socken, Os kommun i Innlandet fylke i Norge. Kyrkan ligger invid Fylkesvei 28.

## Kyrkobyggnaden
Träkyrkan består av ett rektangulärt långhus med ett smalare och lägre kor i öster. Öster om koret finns en ännu smalare och lägre sakristia. Alla byggnadsdelar täcks av sadeltak. Kyrktornet är en takryttare som vilar väster om långhustakets mitt.

### Tillkomst och ombyggnader
I Tufsingdalen invigdes en gravplats år 1914. Ett gravkapell invigdes år 1918. Kor och sakristia byggdes till och byggnaden invigdes till kyrkliga handlingar år 1920. Åren 1975-1976 byggdes kyrkan om under ledning av arkitekt Arne E. Sæther i samarbete med  Sigurd Muri. Kyrkan lyftes en halvmeter och fick en ny grundmur. Väggar, golv och tak fick isolering. Vapenhuset revs och långhuset förlängdes tre meter åt väster i full bredd. Ytterväggarna belades med stående panel. Tidigare panel var liggande. Ny panel tillkom invändigt. Sakristian i öster blev också utbyggd.

## Inventarier
- Altartavlan är ett svartvitt tryck efter Axel Enders altartavla "Kvinnene ved graven". Texten under bilden är: "Han er opstanden, han er ikke her" (Markus 16:6).
- Från taket ovanför altaret hänger ett utskuret krucifix.
- Predikstolen och den åttakantiga dopfunten är från 1920.
- Kyrkklockan är gjuten år 1914 i Tønsberg, förmodligen av O. Olsen & Søn.
- Orgeln är tillverkad år 1978.